# Różanystok
Różanystok es una villa polaca situada en el noreste del país, en Voivodato de Podlaquia y a unos 13 km de la frontera con Bielorrusia parte de la cual se consideró durante mucho tiempo. Culturalmente está influenciada por la religión católica.

## Galería

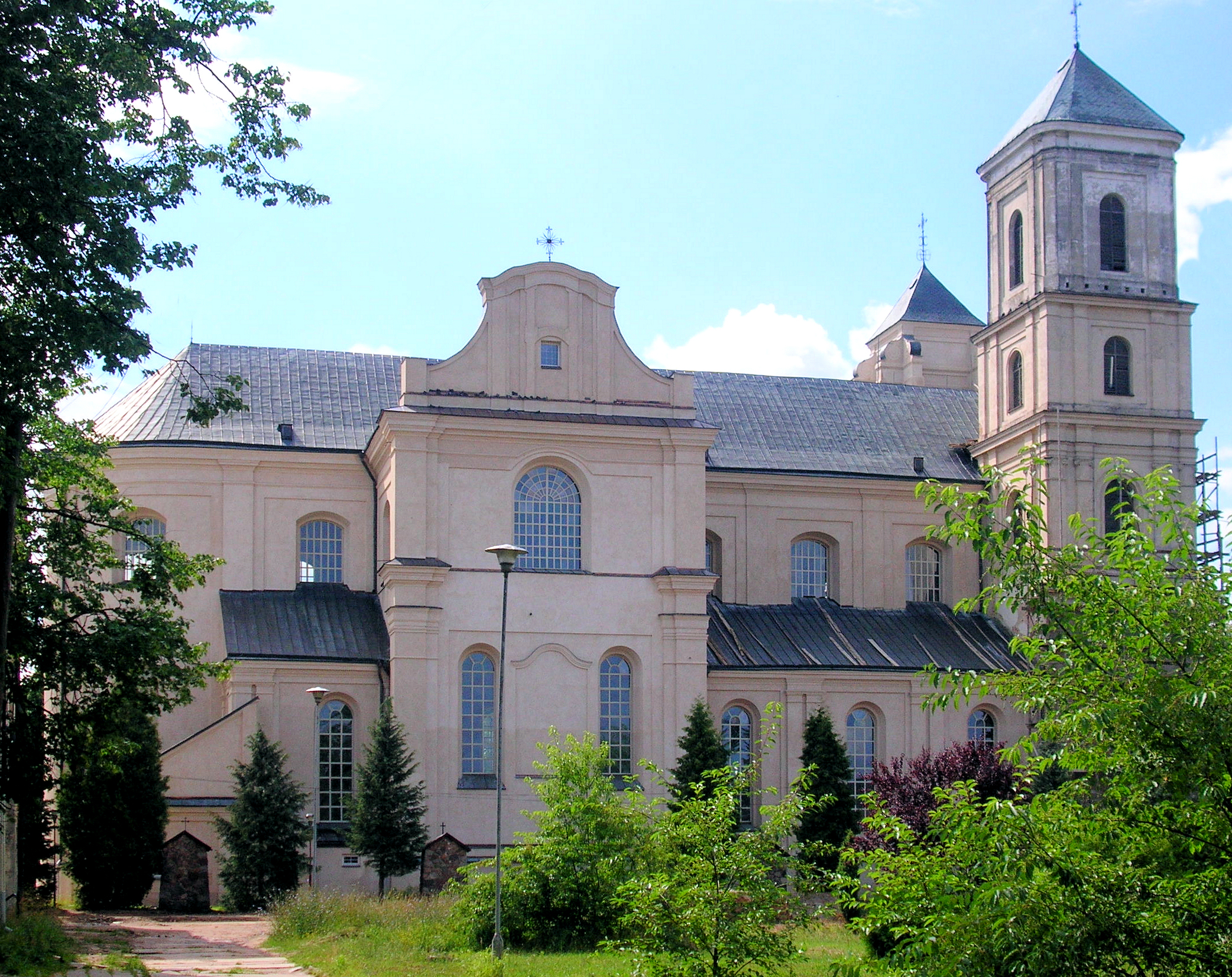
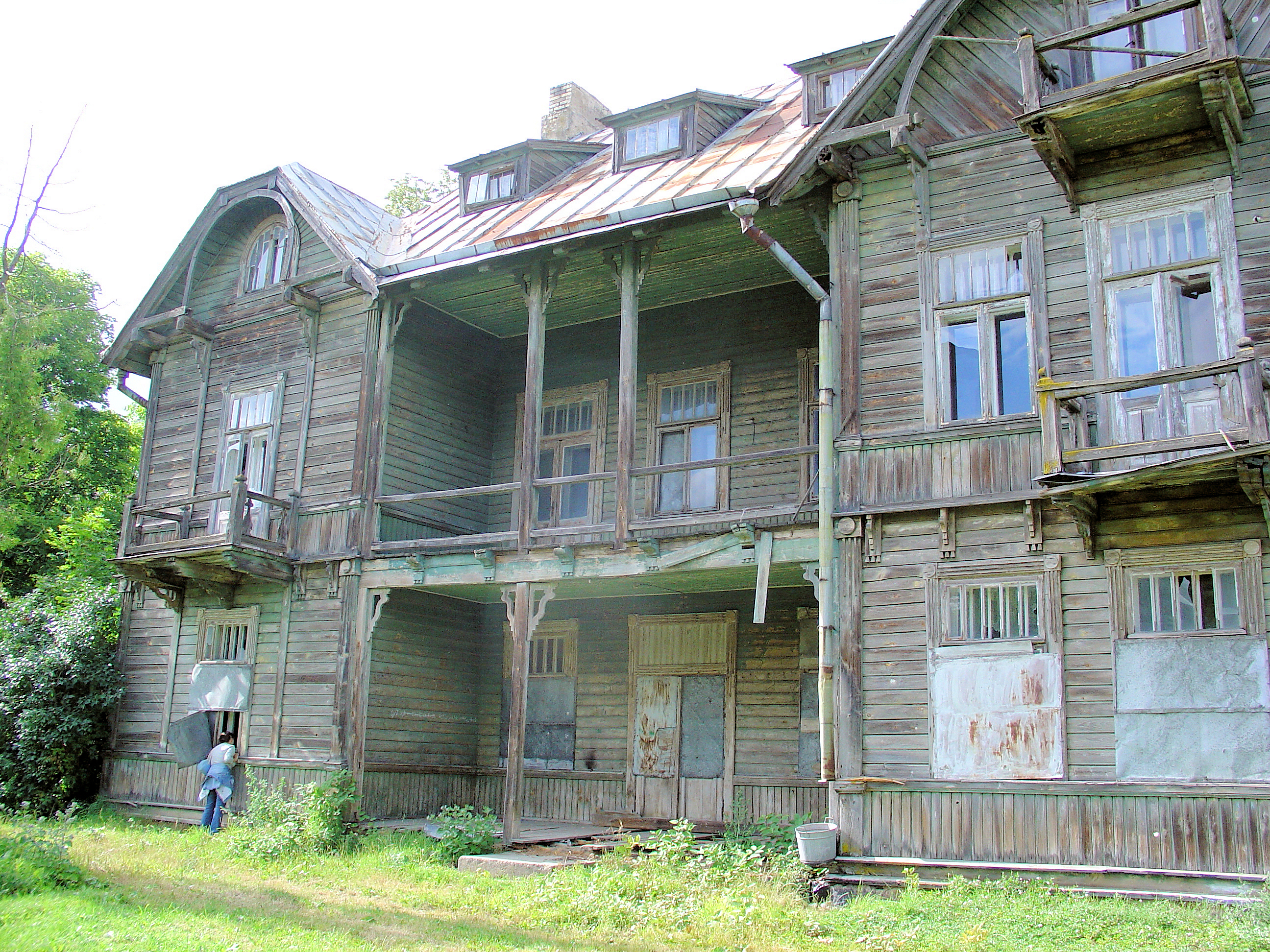